# 泰兴市中医院
泰兴市中医院，是中华人民共和国江苏省的一所医院，为二级甲等医院，位于泰兴市大庆东路37号。

## 规模
医院编制床位200张，至2012年底在编职工269人，卫技人员233人，其屮主任医师6人，副主任医师28人（其中泰州市名中医3人），中级职称129人。现占地面积12298.2m2，建筑面积24022.5m2，固定资产总值3017.53万元。临床科室设置齐全，有一级科室12个，医技科室8个；分设内、外、妇儿、针灸推拿等6个病区，15个专科专病门诊各具特色，其中肝胆病专科、针灸推拿科、妇产科为泰州市级重点专科；2007年针灸推拿科被国家中医药管理局列为国家农村中医特色康复专科建设单位。

## 网址
http://www.txszyy.com/ （页面存档备份，存于）